# Holidae In
"Holidae In" é uma canção do rapper Chingy, lançada como segundo single de seu álbum de estreia, Jackpot. O single conta com a participação de Ludacris e Snoop Dogg.

## Formatos e lista de faixas
Europa 12" Promo
- A1. "Holidae In" (Versão limpa) (Com Ludacris and Snoop Dogg) – 4:30
- A2. "Holidae In" (Versão do álbum) (Com Ludacris and Snoop Dogg) – 5:13
- A3. "Holidae In" (Instrumental) (Com Ludacris and Snoop Dogg) – 5:13
- B1. "Represent" (Versão limpa) (Com Tity Boi and I-20) – 4:12
- B2. "Represent" (Versão do álbum) (Com Tity Boi and I-20) – 4:12
- B3. "Represent" (Instrumental) (Com Tity Boi and I-20) – 4:12

Reino Unido 12"
- A1. "Holidae In" (Versão limpa) (Com Ludacris & Snoop Dogg) – 4:30
- A2. "Holidae In" (Versão do álbum) (Com Ludacris & Snoop Dogg) – 5:13
- A3. "Holidae In" (Instrumental) (Com Ludacris & Snoop Dogg) – 5:13
- B1. "Represent" (Versão limpa) (Com Tity Boi & I-20) – 4:12
- B2. "Represent" (Versão do álbum) (Com Tity Boi & I-20) – 4:12
- B3. "Represent" (Instrumental) (Com Tity Boi & I-20) – 4:12

EUA 12"
- A1. "Holidae In" (Versão limpa) (Com Ludacris & Snoop Dogg) – 4:30
- A2. "Holidae In" (Versão do álbum) (Com Ludacris & Snoop Dogg) – 5:13
- A3. "Holidae In" (Instrumental) (Com Ludacris & Snoop Dogg) – 5:13
- B1. "Represent" (Versão limpa) (Com Tity Boi & I-20) – 4:12
- B2. "Represent" (Versão do álbum) (Com Tity Boi & I-20) – 4:12
- B3. "Represent" (Instrumental) (Com Tity Boi & I-20) – 4:12

EUA CD
- 1. "Holidae In" (Versão limpa) – 4:32
- 2. "Represent" (Versão limpa) – 4:12
- 3. "Holidae In" (Instrumental) – 5:13

## Desempenho nas paradas
| Parada (2003–04)                               | Melhor posição |
| ---------------------------------------------- | -------------- |
| Austrália (ARIA)                               | 13             |
| Canadá (Canadian Singles Chart)                | 12             |
| Dinamarca (Hitlisten)                          | 14             |
| Irlanda (IRMA)                                 | 27             |
| Itália (FIMI)                                  | 31             |
| O campo songid é OBRIGATÓRIO PARA PARADA ALEMÃ | 56             |
| Países Baixos (Single Top 100)                 | 67             |
| Nova Zelândia (Recorded Music NZ)              | 4              |
| Suíça (Schweizer Hitparade)                    | 43             |
| Reino Unido (UK Singles Chart)                 | 35             |
| Estados Unidos (Billboard Hot 100)             | 3              |
| Estados Unidos (Billboard R&B/Hip-Hop Songs)   | 2              |
| Estados Unidos (Billboard Hot Rap Songs)       | 2              |
| Estados Unidos (Billboard Mainstream Top 40)   | 13             |
| Estados Unidos (Billboard Rhythmic Airplay)    | 1              |

| Paradas (2003)                                   | Melhor posição |
| ------------------------------------------------ | -------------- |
| Estados Unidos (Billboard Hot 100)               | 76             |
| Estados Unidos (Billboard Hot R&B/Hip-Hop Songs) | 58             |

| Paradas (2004)                                   | Melhor posição |
| ------------------------------------------------ | -------------- |
| Nova Zelândia (RIANZ)                            | 23             |
| Estados Unidos (Billboard Hot 100)               | 87             |
| Estados Unidos (Billboard Hot R&B/Hip-Hop Songs) | 79             |

| País                  | Certificação | Vendas  |
| --------------------- | ------------ | ------- |
| Austrália (ARIA)      | Ouro         | 35,000  |
| Estados Unidos (RIAA) | Ouro         | 500,000 |